# BYD Seagull
BYD Seagull — субкомпактный электромобиль китайской компании BYD. Впервые был представлен на выставке Auto Shanghai в апреле 2023 года.

## Описание
В апреле 2023 года компания BYD представила малолитражный автомобиль Seagull длиной 3780 мм, который соответствует автомобилям сегмента A. Дизайн экстерьера сочетает в себе угловатые фары, наклонную крышу и горизонтальные задние фонари.
Как и у других моделей семейства Ocean, салон BYD Seagull имеет двухцветный дизайн, плавную приборную панель и большую центральную 12,8-дюймовую информационно-развлекательную систему с сенсорным экраном. Площадь цифровых датчиков увеличена на 5 дюймов.
Продажи начались 18 апреля 2023 года.
- Вид сзади
- Интерьер

## Технические характеристики
| Напряжение аккумулятор | Годы производства | Аккумулятор                        | Запас хода (CLTC) | Мощность | Крутящий момент | Разгон до 100 км/ч | Максимальная скорость | Компоновка       |
| ---------------------- | ----------------- | ---------------------------------- | ----------------- | -------- | --------------- | ------------------ | --------------------- | ---------------- |
| 30,08 кВт⋅ч            | с апреля 2023     | Литий-железо-фосфатный             | 305 км            | 75 л. с. | 135 Н⋅м         | 13 сек.            | 130 км/ч (81 миль/ч)  | Переднеприводная |
| 38,88 кВт⋅ч            | с апреля 2023     | Литий-железо-фосфатный (BYD blade) | 405 км            | 75 л. с. | 135 Н⋅м         | 13 сек.            | 130 км/ч (81 миль/ч)  | Переднеприводная |